# Pezizomycetes
Pezizomycetes es una clase de hongos de la división Ascomycota.
Los Pezizomycetes son hongos periteciales: sus esporas producen/generan cuerpos (ascoma) con forma de frascos, haciendo una copa alrededor de las esporas para protegerlas durante la maduración, y para actuar como "plataforma de lanzamiento" cuando llega la oportunidad de eclosionar las esporas.